# Julien-Camille Le Maignan
Pour les articles homonymes, voir Maignan.
Julien Camille Le Maignan, né le 24 juin 1746 à Baugé (généralité de Tours, actuel département du Maine-et-Loire), mort le 12 octobre 1812 à Paris, est un homme politique de la Révolution française.

## Biographie

### Mandat à la Constituante
Julien Camille Le Maignan, alors lieutenant criminel, est élu représentant du tiers état pour la sénéchaussée d'Anjou, le huitième et dernier, lors des États généraux de 1789.
Il siège sur les bancs de la gauche de l'assemblée. En mai 1791, il vote en faveur du rattachement du Comtat Venaissin à la France, et en faveur de l'octroi de la citoyenneté française aux hommes libres de couleur dans les colonies.

### Mandat à la Convention
En septembre 1792, Julien Camille Le Maignan, est élu député du département du Maine-et-Loire, le onzième et dernier, à la Convention nationale.
Il siège sur les bancs de la Gironde, et est proche de ses collègues angevins Louis-Marie de La Révellière-Lépeaux, Jean-Baptiste Leclerc et Urbain-René Pilastre, comme lui anciens constituants. Lors du procès de Louis XVI, il vote « la détention et le bannissement à la paix », rejette l'appel au peuple mais se prononce en faveur du sursis à l'exécution. En avril 1793, il vote en faveur de la mise en accusation de Jean-Paul Marat, qui le dénonce un mois plus tard dans son journal comme « membre de la faction des hommes d'État ». Fin mai, il vote en faveur du rétablissement de la Commission des Douze. Après les journées du 31 mai et du 2 juin, ses collègues angevins La Révellière, Leclerc et Pilastre présentent leur démission en août.
Il passe au Conseil des Cinq-cents le 4 brumaire an IV et y siège jusqu'en 1798. Il est nommé sous-préfet de Baugé sous le Consulat.

## Sources
1. ↑  « Liste des noms et qualités de messieurs les députés et suppléants à l'Assemblée nationale », Archives Parlementaires de la Révolution Française, vol. 8, no 1,‎ 1875, p. 5–34 (lire en ligne, consulté le 15 mai 2024)
2. ↑  « Liste des membres avant répondu à l’appel nominal dans l'affaire d'Avignon, en annexe de la séance du 4 mai 1791 », Archives Parlementaires de la Révolution Française, vol. 25, no 1,‎ 1886, p. 577–584 (lire en ligne, consulté le 15 mai 2024)
3. ↑  « Liste des députés qui ont voté oui dans l’affaire des colonies, en annexe de la séance du 12 mai 1791 », Archives Parlementaires de la Révolution Française, vol. 26, no 1,‎ 1887, p. 25–26 (lire en ligne, consulté le 15 mai 2024)
4. ↑  Archives parlementaires de 1787 à 1860, Première série, tome 52, p. 48.
5. ↑  Froullé, Jacques-François (≈1734-1794), « Liste comparative des cinq appels nominaux. Faits dans les séances des 15, 16, 17, 18 et 19 janvier 1793, sur le procès et le jugement de Louis XVI [...] » , sur www.gallica.bnf.fr, 1793 (consulté le 15 mai 2024)
6. ↑  Michel Pertué, « La liste des Girondins de Jean-Paul Marat », Annales historiques de la Révolution française, vol. 245, no 1,‎ 1981, p. 379–389 (DOI 10.3406/ahrf.1981.4254, lire en ligne, consulté le 15 mai 2024)
7. ↑  Archives parlementaires de 1787 à 1860, Première série, tome 66, séances du 12 et du 13 août 1793, p. 75 et p. 127.

- « Julien-Camille Le Maignan », dans Adolphe Robert et Gaston Cougny, Dictionnaire des parlementaires français, Edgar Bourloton, 1889-1891 [détail de l’édition]